# 엄마니까 괜찮아
《엄마니까 괜찮아》는 2015년 9월 28일부터 2015년 9월 29일까지 MBN에서 방영된 추석 특집 드라마이다.

## 등장 인물

### 주요 인물
- 황신혜 : 나종희 역
- 김병세 : 서승민 역
- 박하나 : 서지원 역
- 전지안 : 서지나 역
- 이용이 : 차예순 역

### 그 외 인물
- 반민정 : 홍혜진 역
- 이미지 : 신성애 역
- 경준 : 남준혁 역
- 황석정 : 송민주 역
- 하규원 : 송나은 역
- 이유진

## 시청률
| 2015년 | 2015년   | 2015년          | 2015년      | 2015년 |
| 회차   | 방송일   | AGB 닐슨 시청률 | TNMS 시청률 |        |
| ------ | -------- | --------------- | ----------- | ------ |
| 1화    | 9월 28일 | 1.903%          | 1.5%        |        |
| 2화    | 9월 29일 | 2.014%          | 2.0%        |        |